# Maratus spicatus
Maratus spicatus es una especie de arácnido perteneciente al género Maratus (arañas pavo real), dentro de la familia de los saltícidos (Salticidae). Fue descrita en 2012 y es originaria de Australia Occidental.